# Municipio di Dudelange
Il Municipio di Dudelange (in francese hôtel de ville de Dudelange) è un edificio storico, sede municipale della città di Dudelange in Lussemburgo.

## Storia
La costruzione dell'edificio venne deliberata dal consiglio comunale il 13 marzo 1929 di costruire un nuovo edificio, dopo aver acquistato l'anno precedente un terreno di 1,5 ettari dal conte Bertier di Manom per 1.620.000 franchi.
Il progetto venne elaborato da Joseph Ruckert, che si occupo anche del rifacimento della piazza antistante che coinvolse un gazebo, una caserma dei pompieri e un monumento dedicato all'industriale Émile Mayrisch, morto in un incidente nel 1928. Nell'aprile del 1930 venne posata la prima pietra. I lavori, costati circa 4,5 milioni di franchi, si conclusero con l'inaugurazione dell'edificio il 5 giugno 1932.
L'edificio figura nell'inventario supplementare degli immobili e degli oggetti che godono di una protezione nazionale del Lussemburgo dal 9 agosto 2017.

## Descrizione
L'edificio, situato sulla piazza principale di Dudeldange, presenta una facciata simmetrica.

## Galleria d'immagini

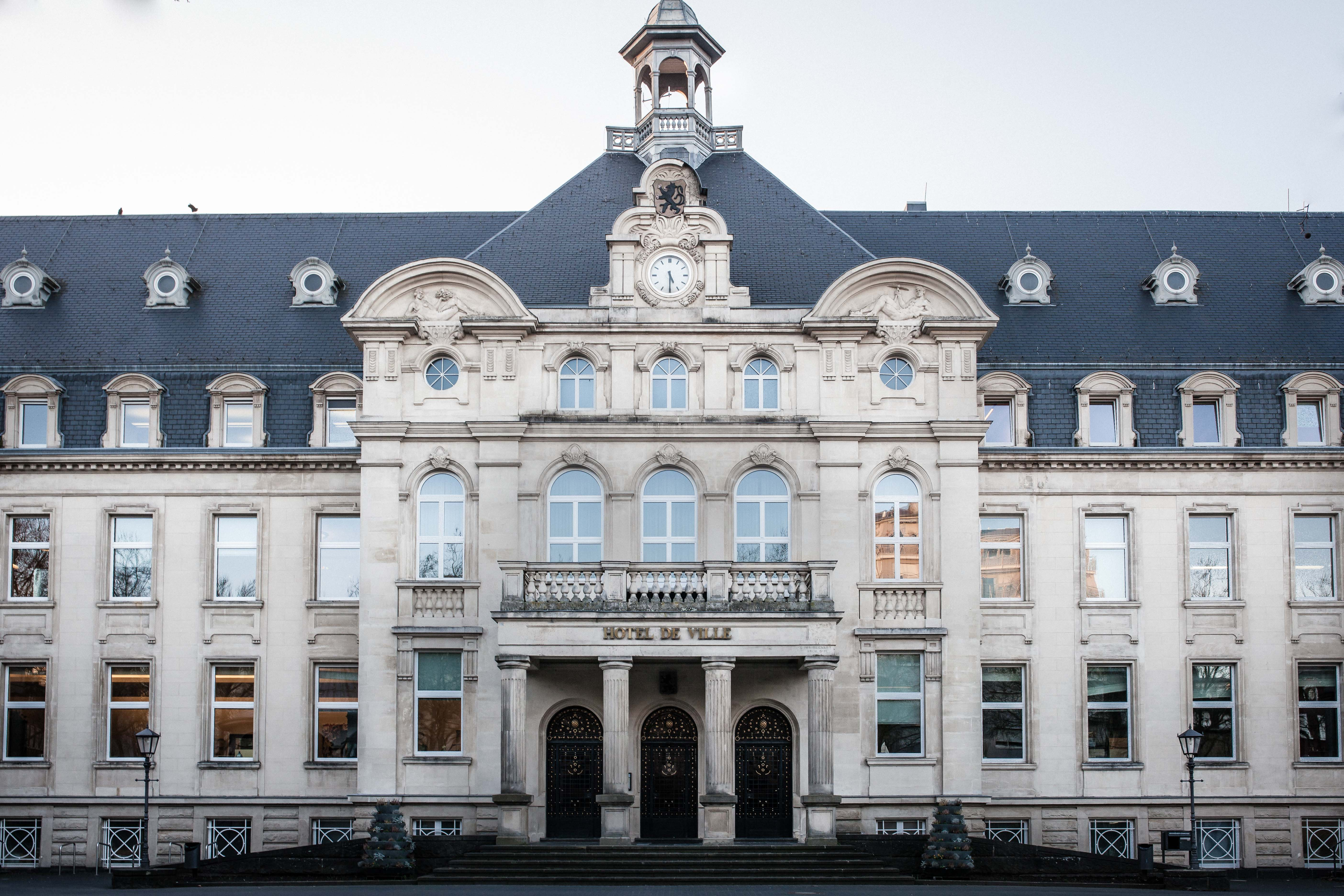
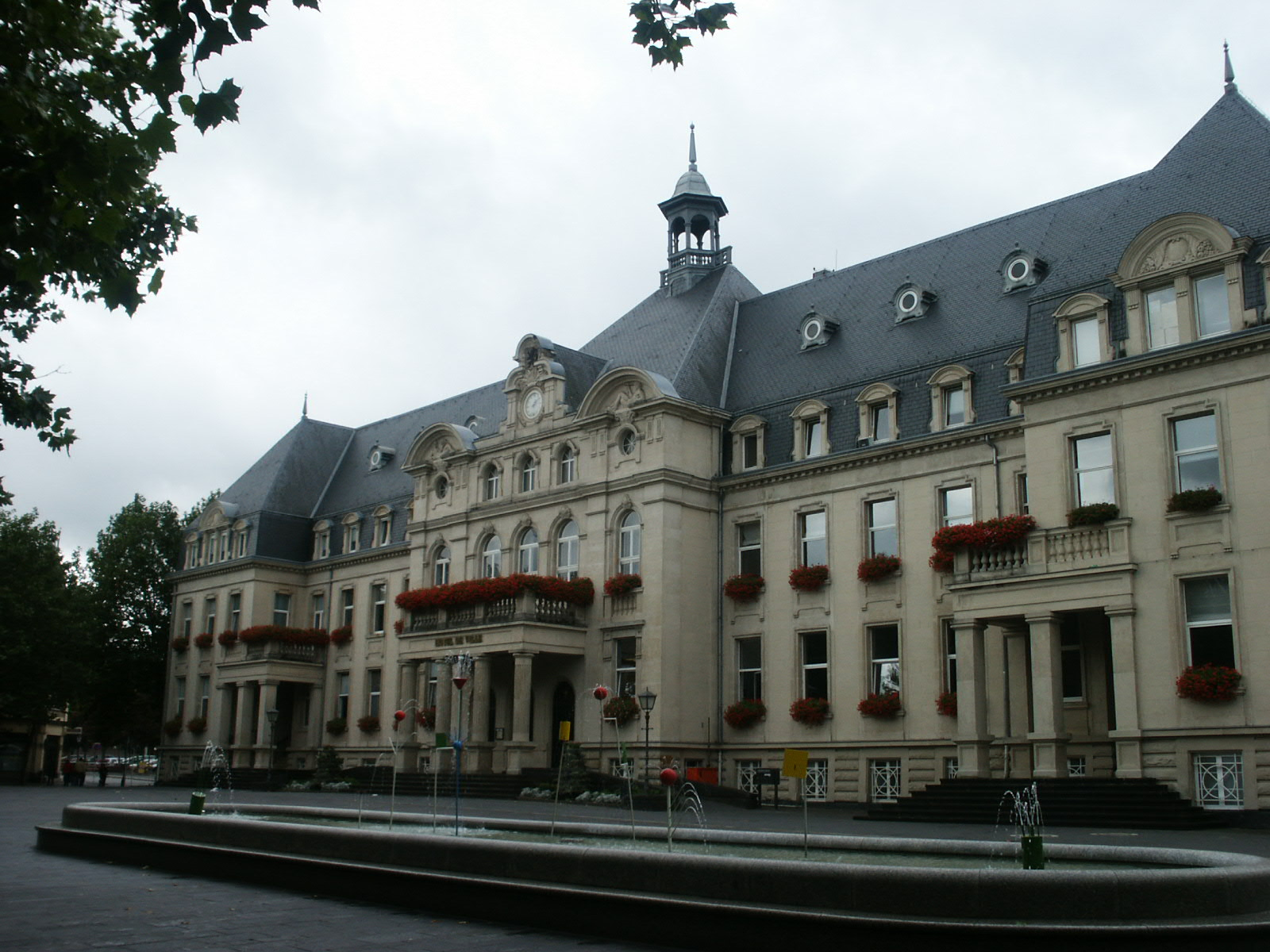
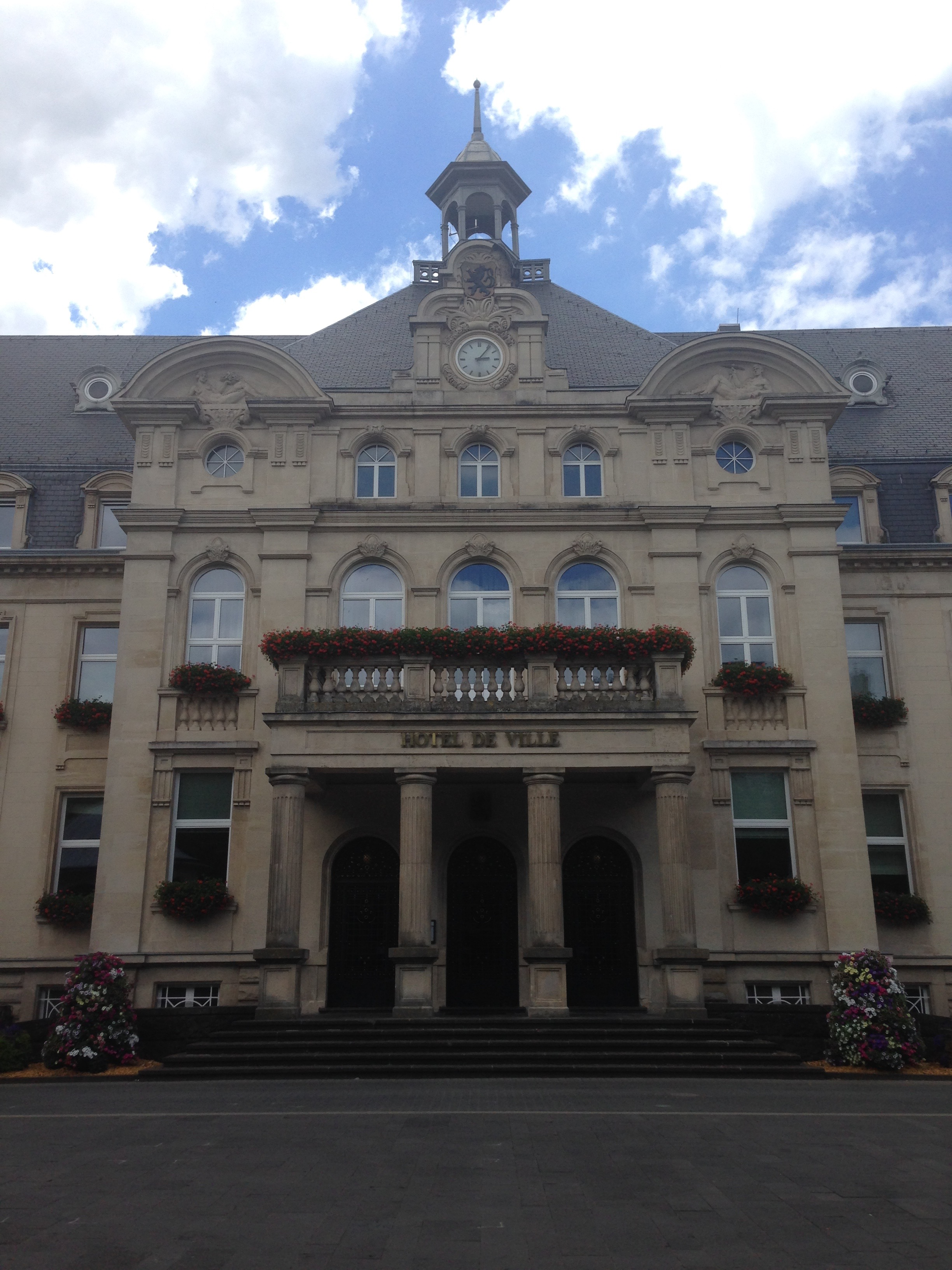